# Добош (торта)
Вижте пояснителната страница за други значения на Добош.
Добош (произношение) е традиционна унгарска торта. Състои се от 6 блата с шоколад, сметана и карамелова глазура. Добош е любимата торта на австро-унгарската императрица Елизабет, съпруга на Франц Йосиф. Тя се изнася за съседните страни в специални дървени кутии.
Тортата е кръстена на своя автор, унгарския майстор на сладкиши Йозеф Добош. Той я представя за първи път през 1885 г. на Унгарската национална изложба.